# Игнатий (Иевлевич)
Архимандрит Игнатий (Иевлевич; 26 сентября 1619 — около 1686, по другим сведениям в 1667 году) — педагог-просветитель, литератор, православный церковный деятель Речи Посполитой ; архимандрит Богоявленского монастыря в Полоцке. Известен отзывом о деле патриарха Никона и речью царю (напечатана в III т. «Древней российской вивлиофики»).

## Биография
Родился в семье небогатого могилёвского мещанина. Первоначальное образование получил в Шклове. Изучал богословие и медицину в Замойской академии. Преподавал в Киево-Могилянской коллегии. Вместе с её ректором устраивал славяно-греко-латинскую академию в Яссах (1640). В 1647 году принял монашеский постриг. Жил во Львове, Кракове, Орше, с 1655 года — в Полоцке. Стал игуменом Богоявленского монастыря, при котором открыл школу и библиотеку. С 1660 года архимандрит полоцкого Борисоглебского монастыря.
Живя в Полоцке, опекал Симеона Полоцкого; поддерживал связи с Ртищевым и другими российскими государственными деятелями и деятелями культуры. В пребывание царя Алексея Михайловича в Полоцке выступил с речью (1656). Принимал участие в церковном соборе 1660 года.